# Al-Asharah (nahija)
Nahija Al-Asharah je nahija u okrugu Mayadin, u sirijskoj pokrajini Deir ez-Zor. Po popisu iz 2004. (prije rata), nahija je imala 96.001 stanovnika. Administrativno sjedište je u naselju Al-Asharah.